# Grän
För andra betydelser, se Grän (olika betydelser).
Grän är tre skär utanför Nåttarö i den södra delen av Stockholms skärgård. De heter Västerskär, Bodskär och Österskär. Namnet på den mittersta indikerar att det kan ha funnits en mindre stuga som använts vid säljakt eller fiske. Skären är i stort sett helt kala, med gles buskvegetation i skyddade skrevor. Här kan man se ett flertal arter av sjöfågel, till exempel alfågel, tobisgrissla och tordmule. Havsörnen kommer hit ut för att jaga och det finns också en skarvkoloni.

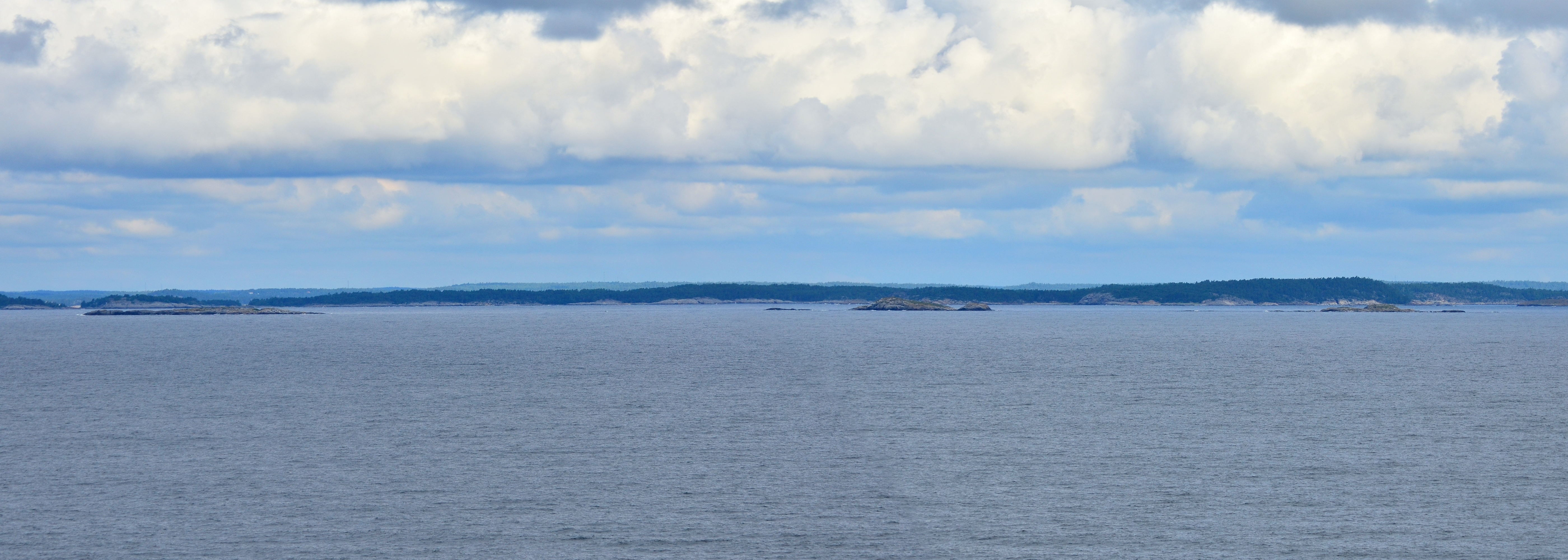
De tre skären i Grän med Utö i bakgrunden.